# كورتني براون (عداء سريع)
كورتني براون هو عداء سريع كندي، ولد في 21 أبريل 1965.

## وصلات خارجية
- كورتني براون على موقع الاتحاد الدولي لألعاب القوى (الإنجليزية)
- كورتني براون على موقع الاتحاد الكندي لألعاب القوى (الإنجليزية)
- كورتني براون على موقع اللجنة الأولمبية الدولية (الإنجليزية)
- كورتني براون على موقع أوليمبيديا (الإنجليزية)
- كورتني براون على موقع اللجنة الأولمبية الكندية (الإنجليزية)